# Campeonato Mundial de Xadrez de 1961
O Campeonato Mundial de Xadrez de 1961 foi um match revanche entre o ex-campeão Mikhail Botvinnik e o então campeão Mikhail Tal. A disputa foi realizada entre 15 de março e 13 de maio em Moscou em uma melhor de 24 partidas; Botvinnik reconquistou o título perdido no ano anterior. Tal era o grande favorito devido à expressiva vitória do ano anterior, além de ser 25 anos mais jovem. Apesar disso, Botvinnik ganhou de forma convincente, por uma margem de cinco pontos de vantagem, recuperando o título mundial. Embora Tal sofreria de doença renal no ano seguinte, não havia indícios da enfermidade na época, e os comentaristas atribuíram a vitória a Botvinnik a uma estratégia superior e por ser capaz de combater o estilo de ataque de Tal. 
A vitória fez de Botvinnik a primeira (e única) pessoa a ter três reinados separados como Campeão Mundial. Aos 49 anos, ele se tornou o jogador mais velho, desde 1891, a vencer uma match pelo Campeonato Mundial.

## Match pelo título
O match pelo campeonato mundial de xadrez de 1966 foi jogado em uma melhor de 24 partidas. O primeiro jogador que chegasse aos 12½ pontos ou mais seria o vencedor. Se houvesse um empate por 12 a 12, Mikhail Botvinnik manteria o título. 

Moscou, União Soviética, 15 de março a 13 de maio de 1961
| Jogador           | 1 | 2 | 3 | 4 | 5 | 6 | 7 | 8 | 9 | 10 | 11 | 12 | 13 | 14 | 15 | 16 | 17 | 18 | 19 | 20 | 21 | Total |
| ----------------- | - | - | - | - | - | - | - | - | - | -- | -- | -- | -- | -- | -- | -- | -- | -- | -- | -- | -- | ----- |
| Mikhail Tal       | 0 | 1 | 0 | ½ | ½ | ½ | 0 | 1 | 0 | 0  | 0  | 1  | 0  | ½  | 0  | ½  | 1  | 0  | 1  | ½  | 0  | 8     |
| Mikhail Botvínnik | 1 | 0 | 1 | ½ | ½ | ½ | 1 | 0 | 1 | 1  | 1  | 0  | 1  | ½  | 1  | ½  | 0  | 1  | 0  | ½  | 1  | 13    |